# 直穗小檗
直穗小檗（学名：Berberis dasystachya）为小檗科小檗属的植物。分布在中国大陆的青海、河北、宁夏、陕西、四川、湖北、河南、甘肃、山西等地，生长于海拔800米至3,400米的地区，常生于向阳山地灌丛中、山谷溪旁、林缘、林下及草丛中，目前尚未由人工引种栽培。

## 异名
- Berberis dasystachya Maxim. var. pluriflora P. Y. Li